# Alma Rosa Hernández Escobar
Alma Rosa Hernández Escobar (28 de junio de 1956-Córdoba, Veracruz, 5 de junio de 2022) fue una política mexicana, miembro del Partido Acción Nacional (PAN). Fue diputada federal de 2021 hasta su fallecimiento el 5 de junio de 2022.

## Biografía
Fue licenciada en Administración de Empresas, egresada de la Universidad del Golfo de México. 
Ocupó el cargo de enlace de Capacitación de Control de la delegación de la Secretaría de Desarrollo Social en el estado de Veracruz. En el comité ejecutivo estatal del PAN en Veracruz ocupó los cargos de secretaria de Vinculación, de Elecciones, de Estrategia Política y de Vinculación Social.
De 2009 a 2012 fue diputada a la LXII Legislatura del Congreso del Estado de Veracruz y en la que fue presidente de la comisión de Protección Civil; y vocal de la comisión especial para la Reconstrucción de las Zonas Devastadas.
Fue elegida diputada federal en 2021 a la LXV Legislatura que concluiría en 2024. En la Cámara de Diputados fue secretaria de la comisión de Protección Civil y Prevención de Desastres, e integrante de las comisiones de Asuntos Frontera Sur y de Pueblos Indígenas y Afromexicanos.
En ejercicio de dicho cargo, falleció en la ciudad de Córdoba, Veracruz, el 5 de junio de 2022, a consecuencia de las complicaciones originadas de la enfermedad pulmonar crónica degenerativa, que padecía desde varios años de evolución y la cual requería de un sistema respiratorio de soporte para recibir el suministro de oxígeno, el cual utilizaba en forma regular en sus actividades fuera de su casa.